# Сковородка (Псковська область)
Сковородка (рос. Сковородка) — присілок в Струго-Красненському районі Псковської області Російської Федерації.
Населення становить 44 особи. Входить до складу муніципального утворення Мар'їнська волость.

## Історія
Від 2015 року входить до складу муніципального утворення Мар'їнська волость.

## Населення
| 2001 | 2002 | 2010 | 2011 |
| ---- | ---- | ---- | ---- |
| 67   | →67  | ↘36  | ↗44  |